# Adam Moundir
Adam Moundir (* 26. April 1995 in Saint-Louis, Frankreich) ist ein schweizerisch-marokkanischer Tennisspieler.

## Karriere
Moundir wuchs in der Schweiz auf und studierte von 2014 bis 2018 an der Old Dominion University in Virginia, wo er auch College Tennis spielte. 2018 begann er regelmäßig an Profiturnieren teilzunehmen und stand Ende des Jahres in seinem ersten Finale der ITF Future Tour. Im Doppel erreichte er fünf Finals, konnte aber keines gewinnen. Er stand damit Ende 2018 im Einzel in den Top 800 der Weltrangliste respektive in den Top 700 im Doppel.
2019 kam Moundir in Marrakesch zu seinem ersten Einsatz auf der ATP Tour. Er startete mit einer Wildcard im Doppel an der Seite von Amine Ahouda und unterlag zum Auftakt Jürgen Melzer und Franko Škugor. 2019 gab Moundir zudem sein Debüt für die marokkanische Davis-Cup-Mannschaft, als er gegen den Litauer Ričardas Berankis verlor. Durch die Punktereform der ITF verlor er einige Punkte in der Weltrangliste.